# Chaire royale de botanique de l'université de Glasgow
La chaire royale de botanique a été fondée en 1818 par le roi George III (1738-1820). Elle est résulte de la transformation d’une chaire datant de 1704 ; de 1718 à 1818, on y enseignait également l’anatomie.

## Détenteurs de la chaire royale de botanique de Glasgow
- Pour la période 1718-1818, voir la chaire royale d'anatomie.
- 1818 : Robert Graham (1786-1845)
- 1820 : Sir William Jackson Hooker (1785-1865)
- 1841 : John Hutton Balfour (1808-1884)
- 1845 : George Arnott Walker Arnott (1799-1868)
- 1868 : Alexander Dickson (1836-1877)
- 1879 : Sir Isaac Bayley Balfour (1853-1922)
- 1885 : Frederick Orpen Bower (1855-1948)
- 1925 : James Montague Frank Drummond
- 1930 : John Walton (1895-1971)
- 1963 : Percy Wragg Brian (1910-1979)
- 1968 : John Harrison Burnett (1922-)
- 1970 : Malcolm Barrett Wilkins
- 2001 : Michael Robert Blatt